# Jean-Claude Nallet
Pour les articles homonymes, voir Nallet.
Jean-Claude Nallet, né le 15 mars 1947 à Champdor (Ain) et mort le 20 août 2023 à Mont-Saint-Aignan (Seine-Maritime), est un athlète français, spécialiste du 400 mètres et du 400 mètres haies, ayant notamment remporté deux titres de champion d'Europe. Licencié à l'USC Ambérieu-en-Bugey de 1962 à 1967, puis à l'AC Paris de 1968 à 1974, il évolue au sein du Racing club de France de 1975 à 1979. Gloire du sport promotion 2010.

## Biographie
Il est révélé lors des championnats de France ASSU (scolaires) cadets au stade Charléty le lundi de Pentecôte 18 mai 1964 où il surclasse tous ses concurrents en finale du 250 mètres (28 s 2).
Il fait ses débuts sur la scène internationale en 1966, à l'âge de dix-neuf ans, à l'occasion des Championnats d'Europe de Budapest où il décroche la médaille de bronze du 200 m (21 s 0), derrière son compatriote Roger Bambuck et le Polonais Marian Dudziak. Vainqueur dès l'année suivante de son premier titre national senior, le 400 m en salle, il brille lors de la Coupe d'Europe des nations de Kiev en remportant les épreuves du 200 m et du 400 m. Le 28 juillet 1968, lors des championnats de France de Colombes, Jean-Claude Nallet décroche son premier titre national en plein air, dans l'épreuve du 400 m. Il établit à cette occasion un nouveau record de France en 45 s 7, améliorant de 2/10 l'ancien record détenu depuis 1960 par Abdoulaye Seye. Sélectionné pour les Jeux olympiques de Mexico, il s'incline en demi-finale du 400 m et au premier tour du relais 4 × 400 m.
Il conserve son titre national du 400 m lors des Championnats de France d'athlétisme 1969. Aux Championnats d'Europe d'Athènes, fin août 1969, Jean-Claude Nallet se classe deuxième de la finale du 400 m en 45 s 8, échouant à un dixième de seconde du Polonais Jan Werner. Aligné par ailleurs dans l'épreuve du relais 4 × 400 m, il remporte, en tant que dernier relayeur, le titre continental aux côtés de Gilles Bertould, Christian Nicolau et Jacques Carette. L'équipe de France, qui établit un nouveau record de la compétition en 3 min 02 s 3, devance sur le podium l'URSS et la RFA.
Le 8 juillet 1970 à Colombes, lors de la première journée du match France - États-Unis, Jean-Claude Nallet bat sur 400 mètres haies l'Américain Ralph Mann et porte le record de France de la discipline à 48 s 6, soit 1 s 7 de mieux que les 50 s 3 de Robert Poirier établis en 1966. Le lendemain, toujours à Colombes, il améliore son propre record de France du 400 m en réalisant 45 s 4. Il confirme son rang en terminant premier du 400 m haies et deuxième du 400 m lors de la Coupe d'Europe des nations de Stockholm. Il décroche son troisième titre national d'affilée sur 400 m lors des Championnats de France 1970 et signe un nouveau record de France en 45 s 1. Il est désigné en fin d'année champion des champions français par le journal L'Équipe.

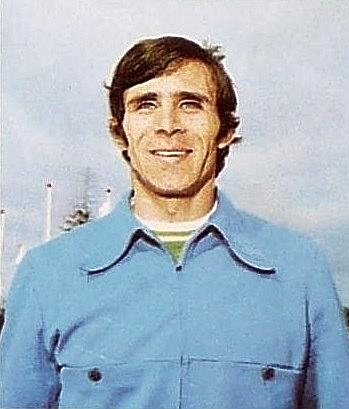
Nallet en 1971.

Vainqueur de son quatrième titre consécutif sur 400 m aux Championnats de France de 1971, il s'illustre sur le continent en remportant la médaille d'or du 400 m haies des Championnats d'Europe d'Helsinki en 49 s 2 (nouveau record de la compétition), devançant l'Est-Allemand Christian Rudolph et le Soviétique Dimitri Stukalov. Mais, blessé au cours de la saison 1971, il doit déclarer forfait pour les Jeux olympiques de 1972.
En 1974 à Nice, Jean-Claude Nallet devient champion de France du 400 m haies. En finale des Championnats d'Europe de Rome il bat son propre record de France (au chronométrage électronique) en 48 s 94, terminant deuxième de la course derrière le Britannique Alan Pascoe. Il décroche sa cinquième médaille continentale, la quatrième dans une discipline individuelle. L'année suivante, à Saint-Étienne, le Français conserve son titre national du 400 m haies (49 s 92), et remporte par ailleurs la médaille d'or des Jeux méditerranéens à Alger.
Parfois battu sur 400 m haies par son rival Jean-Pierre Perrinelle (comme en 1972 et 1976), Jean-Claude Nallet remporte son septième titre national individuel, sur 400 m haies, à l'occasion des Championnats de France d'athlétisme 1978. Il se classe sixième des Championnats d'Europe 1978 à Prague.
Il meurt le 20 août 2023 à son domicile, à l'âge de 76 ans,. Il est inhumé au cimetière de Mont-Saint-Aignan (Seine-Maritime).

## Vie personnelle
Son épouse, Chantal Seggiaro, fut sélectionnée en équipe de France de gymnastique et participa aux Jeux Olympiques de Montréal 1976, aux championnats d'Europe à Skien en Norvège en 1975 et au championnat du monde en Bulgarie en 1974.

## Distinctions et responsabilités
- Champion des champions français par le journal L'Équipe en 1970.
- Prix Virginie-Heriot 1970 (décerné par l'Académie des sports)
- Il fait partie de la promotion 2010 des Gloires du sport français.
- Il a été président du Stade sottevillais 76.
- Un stade d'athlétisme situé près du gymnase Saint-Exupéry à Ambérieu-en-Bugey est baptisé Stade Jean-Claude-Nallet en décembre 2022[11].

## Palmarès

### International
| Date | Compétition                | Lieu      | Résultat | Épreuve     |
| ---- | -------------------------- | --------- | -------- | ----------- |
| 1966 | Championnats d'Europe      | Budapest  | 3e       | 200 m       |
| 1967 | Coupe d'Europe des nations | Kiev      | 1er      | 200 m       |
| 1967 | Coupe d'Europe des nations | Kiev      | 1er      | 400 m       |
| 1969 | Championnats d'Europe      | Athènes   | 2e       | 400 m       |
| 1969 | Championnats d'Europe      | Athènes   | 1er      | 4 × 400 m   |
| 1970 | Coupe d'Europe des nations | Stockholm | 1er      | 400 m haies |
| 1970 | Coupe d'Europe des nations | Stockholm | 2e       | 400 m       |
| 1971 | Championnats d'Europe      | Helsinki  | 1er      | 400 m haies |
| 1974 | Championnats d'Europe      | Rome      | 2e       | 400 m haies |
| 1975 | Coupe d'Europe des nations | Nice      | 2e       | 400 m haies |
| 1975 | Jeux méditerranéens        | Alger     | 1er      | 400 m haies |
| 1975 | Jeux méditerranéens        | Alger     | 2e       | 4 × 400 m   |
| 1978 | Championnats d'Europe      | Prague    | 6e       | 400 m haies |

### National
- Championnats de France d'athlétisme :
  - Vainqueur du 400 m en 1968, 1969, 1970 et 1971[12]
  - Vainqueur du 400 m haies en 1974, 1975 et 1978
- Championnats de France d'athlétisme en salle :
  - Vainqueur du 400 m en 1967 et 1968, du 300 m en 1967 et 1969
- Champion de France junior du 200 m en 1965

### Divers
- Vainqueur du 200 m du Meeting de Cologne en 1971
- Vainqueur du 400 m haies du Meeting de Cologne en 1971

## Records

### Records personnels
| Épreuve     | Performance | Lieu | Date |
| ----------- | ----------- | ---- | ---- |
| 400 m       | 45 s 1      |      | 1970 |
| 400 m haies | 48 s 6      |      | 1970 |

### Records de France
- 400 m :
  - Record de France en 45 s 7 le 28 juillet 1968 à Colombes (amélioration de 2/10 du record national d'Abdoulaye Seye établi en 1960)
  - Record de France en 45 s 4 le 9 juillet 1970 à Colombes
  - Record de France en 45 s 1 le 19 juillet 1970 à Colombes (record battu par Aldo Canti en 1983)

- 400 m haies :
  - Record de France en 48 s 6 le 8 juillet 1970 à Colombes (amélioration de 1s 7/10 du record national de Robert Poirier établi en 1966)
  - Record de France en 48 s 94 (temps électronique) le 4 septembre 1974 à Rome (sera battu par Stéphane Diagana en 1990)

- Détenteur du record de France du relais 4 × 200 m (1971), du relais 4 × 400 m (1966, 1968 et 1969) et du 300 m haies en salle (1970)

- Détenteur du record de France de Relais 4 × 100 mètres des Clubs (AC Paris) avec Jacques Eschallier, Marc Davidovici  et Gérard Fenouil avec le temps de 39 s 9[13] le 10/10/1971 à Colombes.

- Détenteur du record de France du 250 mètres cadets en 28 s 2 (1964), record battu en 27 s 8 par Jean Paris en 1970, record toujours actuel puisque la distance a disparu des épreuves cadets.